# Klostermansfeld
Klostermansfeld é um município da Alemanha, situado no distrito de Mansfeld-Südharz, no estado de Saxônia-Anhalt. Tem 8,80 km² de área, e sua população em 2019 foi estimada em 2.306 habitantes.